# Fagutal

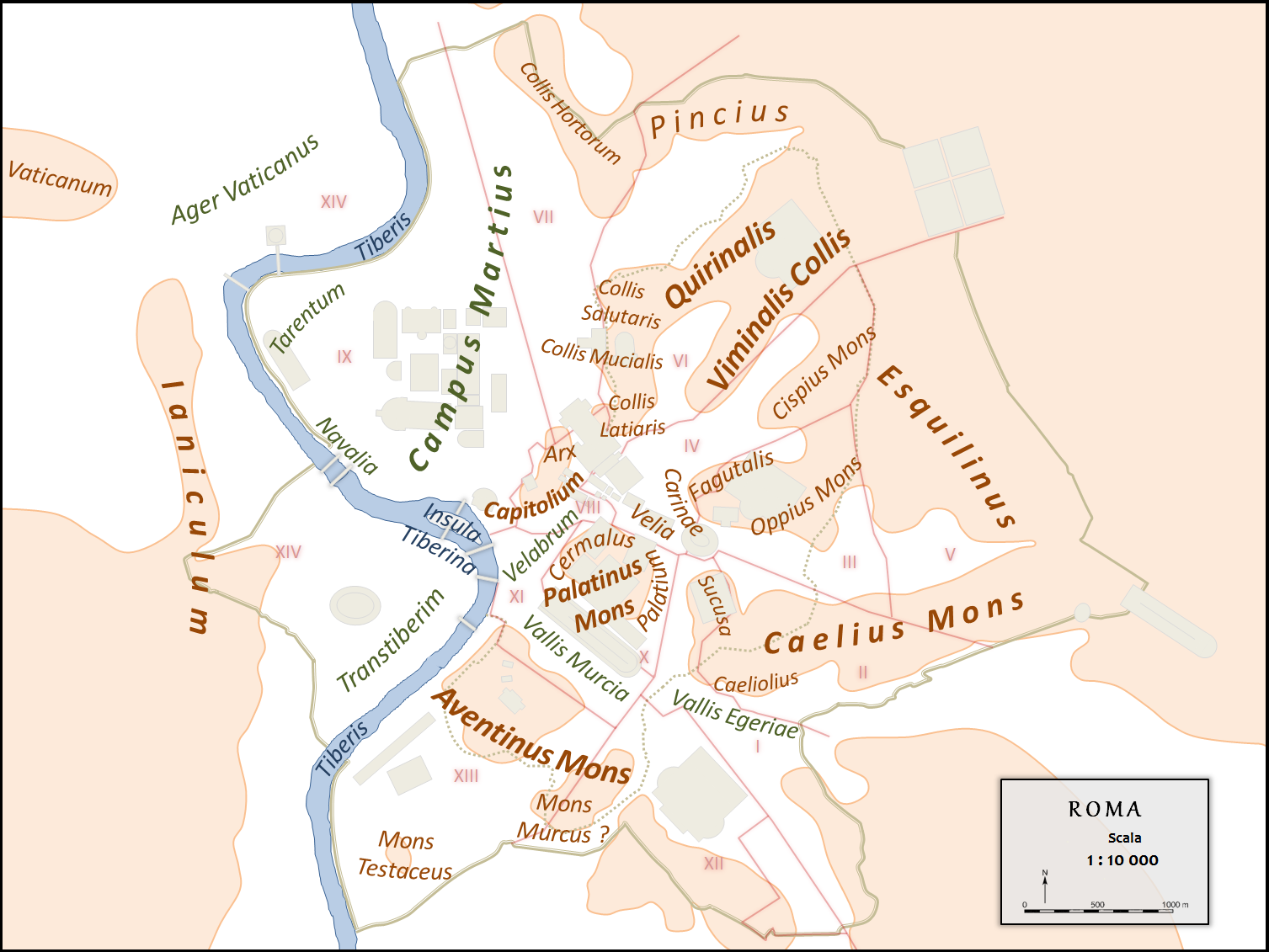
Turons de Roma

El Fagutal (en llatí: Fagutalis) era el nom de l'extrem sud del turó de l'Esquilí, que acaba fusionant-se amb l'Oppius.

## Situació
El Fagutal estava clarament diferenciat de l'Oppius, i n'era una continuació. Als primers temps de la ciutat de Roma, quan es celebraven les festes de Septimontium hi havia sacrificis diferents en cadascuna de les dues puntes de la muntanya. Més tard, tot aquest terreny de l'Esquilí es va denominar només Mons Oppius. Varró diu que el lucus Fagutalis era una part integrant de l'Oppius. El nom de Fagutal va desaparèixer, potser substituït en llenguatge popular per les Carinae, que formaven els vessants occidentals de l'Opi, davant de la Vèlia. Aquesta part del turó, al cim del Clivus Pullius, està avui ocupada per l'església de San Pietro in Vincoli.

## Origen del nom
Segons Varró, Fagutalis deriva de fagus ('faig), un arbre que creixia en aquella part de l'Esquilí, que s'anomenava lucus Fagutalis. L'arbreda encara es conservava parcialment a finals de la República. Hi havia un petit temple situat en aquest bosc dedicat a Júpiter que portava el sobrenom de Fagutalis.